# Chai Hansen
Chai Hansen (Ko Szamuj sziget, Thaiföld, 1989. február 8. –) thai származású ausztrál színész.
A Makoi hableányok férfi főszereplője.

## Élete és pályafutása
Chai Romruen néven született 1989. február 8-án a thaiföldi Ko Szamuj szigeten. Apja, Superut Romruen thai származású, anyja (Sandra Hansen) pedig ausztrál. Édesanyjával és kishúgával (Sarah Romruen) hétévesen költözött az ausztráliai Queensland állam délkeleti részébe, hogy ott tanulhasson. 2007-ben érettségizett, maj három évvel később, 2011-ben – előadó-művészeti ösztöndíjasként – sikeresen lediplomázott. Középiskolás évei alatt atletizált – 2006-ban az ausztrál iskolák országos bajnokságán ezüstérmes lett hármasugrásban –, később az atlétikáról táncra váltott. A diploma megszerzését követően Sydneybe költözött, ahol táncosként helyezkedett el, s közben számos videóklipben és televíziós reklámban szerepelt. Filmes karrierje 2012-ben kezdődött, mikor mellékszerepet kapott a Dead Moon Circus című fantasy-ban, 2013 és 2016 között pedig Zac Blakely-t alakította a – négy évadot megélt – Makoi hableányok című kalandfilmsorozatban, amely elhozta számára az ismertséget. 2017-ben, hét epizód erejéig feltűnt A visszatérőkben, majd a 2018-as Árnyvadászok a Végzet ereklyéi című sorozatban Jordan Kylet alakította.

## Filmográfia

### Sorozatok
| Év         | Magyar cím Eredeti cím                                                | Szereplő    | Magyar hang  | Megjegyzés         |
| ---------- | --------------------------------------------------------------------- | ----------- | ------------ | ------------------ |
| 2013– 2016 | Makoi hableányok Mako Mermaids                                        | Zac Blakely | Czető Roland | Chai Romruen néven |
| 2017       | A visszatérők The 100                                                 | Ilian       |              |                    |
| 2018–      | A majomkirály újabb legendái The New Legends of Monkey                | Monkey      |              |                    |
| 2018       | We Were Tomorrow                                                      | Noah Reeves |              |                    |
| 2018– 2019 | Árnyvadászok: A végzet ereklyéi Shadowhunters: The Mortal Instruments | Jordan Kyle |              |                    |

### Filmek
| Év   | Magyar cím Eredeti cím  | Szereplő         | Magyar hang | Megjegyzés         |
| ---- | ----------------------- | ---------------- | ----------- | ------------------ |
| 2012 | Dead Moon Circus        | Sean McComb      |             | Chai Romruen néven |
| 2013 | Dead Moon Circus Part 2 | Sean McComb      |             | Chai Romruen néven |
| 2013 | Pavlomance              | Zac              |             | Chai Romruen néven |
| 2013 | Revolving Doors         | konyhai kisegítő |             | Chai Romruen néven |
| 2018 | Thicker Than Water      | Ivan             |             |                    |